# Morti nel 2019/Aprile
| Questa pagina contiene informazioni ricavate automaticamente dalle voci biografiche con l'ausilio del template Bio e di un bot. L'aggiornamento è periodico e automatico e ricostruisce completamente la pagina. Se manca una persona in questa lista, sei pregato di non aggiungerla, ma accertati piuttosto che la sua voce biografica contenga il template Bio e che i dati anagrafici siano correttamente compilati. Se il template Bio manca, inseriscilo tu stesso o, in alternativa, metti l'avviso {{tmp\|Bio}} che ne segnala la mancanza. Se i dati riportati sono sbagliati, correggi direttamente la voce biografica; le modifiche saranno visibili in questa lista entro pochi giorni. Per chiarimenti vedi il progetto biografie. La lista contiene solo le 169 persone che sono citate nell'enciclopedia e per le quali è stato implementato correttamente il template Bio. Pagina aggiornata al 10 ago 2025. |

- 1º aprile - Battaglia e Miseferi, comico italiano (n. 1965)
- 1º aprile - Dimitǎr Dobrev, lottatore bulgaro (n. 1931)
- 1º aprile - Vonda N. McIntyre, autrice di fantascienza statunitense (n. 1948)
- 1º aprile - Bucky McConnell, cestista statunitense (n. 1928)
- 1º aprile - Rafael Sánchez Ferlosio, scrittore, saggista e linguista spagnolo (n. 1927)
- 1º aprile - Caravelli, direttore d'orchestra, compositore e arrangiatore francese (n. 1930)
- 2 aprile - Susi Berger, designer e artigiana svizzera (n. 1938)
- 2 aprile - Kim English, cantante statunitense (n. 1970)
- 2 aprile - Sergio Valdés, calciatore cileno (n. 1935)
- 2 aprile - Luis Zoff, cestista argentino
- 3 aprile - Ferdinando Bologna, storico dell'arte italiano (n. 1925)
- 4 aprile - Cesare Cadeo, giornalista, conduttore televisivo e politico italiano (n. 1946)
- 4 aprile - Paolo Cuccu, politico italiano (n. 1943)
- 4 aprile - Georgij Nikolaevič Danelija, attore, regista e sceneggiatore sovietico (n. 1930)
- 4 aprile - Roberta Haynes, attrice statunitense (n. 1927)
- 4 aprile - Thompson Mann, nuotatore statunitense (n. 1942)
- 4 aprile - Ivan Mrázek, cestista e allenatore di pallacanestro cecoslovacco (n. 1926)
- 4 aprile - Alessandro Pizzorno, sociologo e filosofo italiano (n. 1924)
- 4 aprile - Gianfelice Schiavone, calciatore italiano (n. 1935)
- 4 aprile - Whitey Skoog, cestista e allenatore di pallacanestro statunitense (n. 1926)
- 4 aprile - Josip Zovko, attore croato (n. 1970)
- 5 aprile - Sydney Brenner, biologo sudafricano (n. 1927)
- 5 aprile - Gianfranco Leoncini, calciatore e allenatore di calcio italiano (n. 1939)
- 5 aprile - Berto Pelosso, sceneggiatore e regista italiano (n. 1934)
- 5 aprile - Angela Stone, attrice pornografica statunitense (n. 1981)
- 5 aprile - Ly Tong, attivista e aviatore vietnamita (n. 1946)
- 5 aprile - Mimì Zorzi, scrittrice italiana (n. 1928)
- 6 aprile - Fritz Hollings, politico statunitense (n. 1922)
- 6 aprile - Olli Mäki, pugile finlandese (n. 1936)
- 6 aprile - Ángel Sertucha, calciatore spagnolo (n. 1931)
- 6 aprile - David Thouless, fisico britannico (n. 1934)
- 6 aprile - Alberto Toni, poeta, scrittore e drammaturgo italiano (n. 1954)
- 7 aprile - Gian Galeazzo Biazzi Vergani, giornalista e scrittore italiano (n. 1925)
- 7 aprile - Seymour Cassel, attore statunitense (n. 1935)
- 7 aprile - Peter Curtis, tennista britannico (n. 1945)
- 7 aprile - Luis Páez, calciatore paraguaiano (n. 1989)
- 7 aprile - Gino Stefani, semiologo, musicista e musicologo italiano (n. 1929)
- 8 aprile - Pietro Sgarlata, generale e dirigente sportivo italiano (n. 1937)
- 9 aprile - Elwyn Berlekamp, matematico statunitense (n. 1940)
- 9 aprile - Angelo Errore, politico italiano (n. 1937)
- 9 aprile - Nikolaj Gorbačëv, canoista sovietico (n. 1948)
- 9 aprile - Charles Van Doren, personaggio televisivo statunitense (n. 1926)
- 10 aprile - Dominic Barto, attore statunitense (n. 1930)
- 10 aprile - Earl Thomas Conley, cantautore statunitense (n. 1941)
- 11 aprile - Can Bartu, cestista e calciatore turco (n. 1936)
- 11 aprile - Geoffrey Chew, fisico statunitense (n. 1924)
- 11 aprile - Monkey Punch, fumettista, regista e character designer giapponese (n. 1937)
- 12 aprile - Ivor Broadis, calciatore e allenatore di calcio inglese (n. 1922)
- 12 aprile - Italo Casali, tiratore a segno sammarinese (n. 1940)
- 12 aprile - Georgia Engel, attrice e doppiatrice statunitense (n. 1948)
- 12 aprile - Forrest Gregg, allenatore di football americano e giocatore di football americano statunitense (n. 1933)
- 12 aprile - Tommy Smith, calciatore inglese (n. 1945)
- 12 aprile - Giuliana Valci, cantante e astrologa italiana (n. 1946)
- 13 aprile - Gerry Becker, attore statunitense (n. 1951)
- 13 aprile - Tony Buzan, psicologo inglese (n. 1942)
- 13 aprile - Neus Català i Pallejà, attivista spagnola (n. 1915)
- 13 aprile - Vincenzo Carlo Di Gennaro, carabiniere italiano (n. 1972)
- 13 aprile - Norman Garwood, scenografo britannico (n. 1946)
- 13 aprile - Paul Greengard, neuroscienziato statunitense (n. 1925)
- 13 aprile - Paul Raymond, tastierista, chitarrista e compositore britannico (n. 1945)
- 13 aprile - Lydia Wideman, fondista finlandese (n. 1920)
- 13 aprile - Yvette Williams, lunghista, discobola e pesista neozelandese (n. 1929)
- 14 aprile - Bibi Andersson, attrice svedese (n. 1935)
- 14 aprile - Giuseppe Ciarrapico, imprenditore, politico e editore italiano (n. 1934)
- 14 aprile - David Brion Davis, storico statunitense (n. 1927)
- 14 aprile - Stephen L. Harris, docente e biblista statunitense (n. 1937)
- 14 aprile - Abdallah Lamrani, calciatore marocchino (n. 1946)
- 14 aprile - John MacLeod, allenatore di pallacanestro statunitense (n. 1937)
- 14 aprile - Mirjana Marković, politica e docente serba (n. 1942)
- 14 aprile - Gene Wolfe, scrittore statunitense (n. 1931)
- 15 aprile - Warren Adler, scrittore, poeta e drammaturgo statunitense (n. 1927)
- 15 aprile - Joaquim Alberto Silva, calciatore angolano (n. 1974)
- 15 aprile - Owen Garriott, astronauta e ingegnere statunitense (n. 1930)
- 15 aprile - Aleksandăr Kostov, calciatore e allenatore di calcio bulgaro (n. 1938)
- 16 aprile - Hansjörg Auer, arrampicatore e alpinista austriaco (n. 1984)
- 16 aprile - Vladimir Grigor'evič Boltjanskij, matematico sovietico (n. 1925)
- 16 aprile - Jörg Demus, pianista e compositore austriaco (n. 1928)
- 16 aprile - David Lama, arrampicatore e alpinista austriaco (n. 1990)
- 16 aprile - Pietro Marascalchi, lottatore e attore italiano (n. 1931)
- 16 aprile - Fay McKenzie, attrice e cantante statunitense (n. 1918)
- 16 aprile - Ignace Murwanashyaka, militare ruandese (n. 1963)
- 17 aprile - Massimo Bordin, giornalista e conduttore radiofonico italiano (n. 1951)
- 17 aprile - Valeriano Dalzini, pittore e restauratore italiano (n. 1933)
- 17 aprile - Alan García Pérez, politico peruviano (n. 1949)
- 17 aprile - Nelly Garzón Alarcón, infermiera e docente colombiana (n. 1932)
- 17 aprile - Kazuo Koike, fumettista, scrittore e sceneggiatore giapponese (n. 1936)
- 17 aprile - Giancarlo Mori, politico italiano (n. 1938)
- 18 aprile - Ken Buehler, cestista statunitense (n. 1919)
- 18 aprile - Vanda Dignani Grimaldi, politica italiana (n. 1930)
- 18 aprile - Ivo Frosio, calciatore svizzero (n. 1930)
- 18 aprile - Ezia Gavazza, storica dell'arte italiana (n. 1928)
- 18 aprile - Anita Hentschel, discobola tedesca (n. 1942)
- 18 aprile - Miklós Lovas, astronomo ungherese (n. 1931)
- 18 aprile - Lyra McKee, giornalista e attivista nordirlandese (n. 1990)
- 18 aprile - Lorraine Warren, scrittrice statunitense (n. 1927)
- 18 aprile - Siegmar Wätzlich, calciatore tedesco orientale (n. 1947)
- 19 aprile - Martin Böttcher, compositore, direttore d'orchestra e arrangiatore tedesco (n. 1927)
- 19 aprile - Massimo Marino, conduttore televisivo e attore italiano (n. 1960)
- 19 aprile - Patrick Sercu, pistard e ciclista su strada belga (n. 1944)
- 19 aprile - Klaus Sonnenschein, attore e doppiatore tedesco (n. 1935)
- 19 aprile - Laura Switzer, cestista statunitense (n. 1941)
- 19 aprile - Xiao Yang, magistrato e politico cinese (n. 1938)
- 20 aprile - Karl Grob, calciatore svizzero (n. 1946)
- 20 aprile - Valerian Ioan, allenatore di pallacanestro rumeno (n. 1951)
- 20 aprile - S. Muthiah, saggista, giornalista e cartografo indiano (n. 1930)
- 20 aprile - Jacqueline Saburido, attivista venezuelana (n. 1978)
- 21 aprile - Hannelore Elsner, attrice e doppiatrice tedesca (n. 1942)
- 21 aprile - Steve Golin, produttore cinematografico e produttore televisivo statunitense (n. 1955)
- 21 aprile - Polly Higgins, avvocato, scrittrice e attivista scozzese (n. 1968)
- 21 aprile - Ken Kercheval, attore statunitense (n. 1935)
- 22 aprile - Lê Đức Anh, politico e generale vietnamita (n. 1920)
- 22 aprile - Heather Harper, soprano britannico (n. 1930)
- 22 aprile - Billy McNeill, calciatore e allenatore di calcio scozzese (n. 1940)
- 22 aprile - Andy O'Donnell, cestista statunitense (n. 1925)
- 22 aprile - Julio César Toresani, calciatore argentino (n. 1967)
- 23 aprile - Henri Alberto, calciatore e allenatore di calcio italiano (n. 1933)
- 23 aprile - Mario Fabbrocino, mafioso italiano (n. 1943)
- 23 aprile - Fermo Favini, dirigente sportivo e calciatore italiano (n. 1936)
- 23 aprile - Giovanni di Lussemburgo, sovrano lussemburghese (n. 1921)
- 23 aprile - Mark Medoff, drammaturgo e sceneggiatore statunitense (n. 1940)
- 23 aprile - Juan José Muñante, calciatore peruviano (n. 1948)
- 23 aprile - Johnny Neumann, cestista e allenatore di pallacanestro statunitense (n. 1951)
- 23 aprile - Nils Nilsson, informatico statunitense (n. 1933)
- 23 aprile - David Winters, attore, ballerino e coreografo britannico (n. 1939)
- 24 aprile - Johnny Green, giocatore di football americano statunitense (n. 1937)
- 24 aprile - Hubert Hahne, pilota automobilistico tedesco (n. 1935)
- 24 aprile - Jean-Pierre Marielle, attore francese (n. 1932)
- 24 aprile - Zoran Maroević, cestista jugoslavo (n. 1942)
- 24 aprile - Conrado San Martín, attore spagnolo (n. 1921)
- 24 aprile - Michael Wolf, fotografo tedesco (n. 1954)
- 25 aprile - John Havlicek, cestista statunitense (n. 1940)
- 25 aprile - Agnes Loyd, cestista statunitense (n. 1925)
- 25 aprile - Faty Papy, calciatore burundese (n. 1990)
- 25 aprile - Veeravalli S. Varadarajan, matematico indiano (n. 1937)
- 25 aprile - Guido Sgaravatti, scultore, saggista e pittore italiano (n. 1925)
- 26 aprile - Jimmy Banks, calciatore statunitense (n. 1964)
- 26 aprile - Ėlina Bystrickaja, attrice sovietica (n. 1928)
- 26 aprile - Manuel Lujan, Jr., politico statunitense (n. 1928)
- 26 aprile - Ellen Schwiers, attrice tedesca (n. 1930)
- 27 aprile - Negasso Gidada, politico etiope (n. 1943)
- 27 aprile - Mariano Mercuri, scenografo italiano (n. 1928)
- 28 aprile - Bruce Bickford, animatore statunitense (n. 1947)
- 28 aprile - Dan Conners, giocatore di football americano statunitense (n. 1940)
- 28 aprile - Daniel Horlaville, calciatore francese (n. 1945)
- 28 aprile - Dick Lugar, politico statunitense (n. 1932)
- 28 aprile - Karol Modzelewski, storico, attivista e politico polacco (n. 1937)
- 28 aprile - Alejandro Planchart, musicologo, direttore d'orchestra e compositore venezuelano (n. 1935)
- 28 aprile - Bettina Schmidt, slittinista tedesca orientale (n. 1960)
- 28 aprile - Hisao Shirai, animatore giapponese (n. 1946)
- 28 aprile - John Singleton, regista, sceneggiatore e produttore cinematografico statunitense (n. 1968)
- 28 aprile - Jo Sullivan Loesser, attrice e cantante statunitense (n. 1927)
- 28 aprile - Libero Traversa, partigiano, antifascista e politico italiano (n. 1930)
- 29 aprile - Carlo Mario Abate, pilota automobilistico italiano (n. 1932)
- 29 aprile - Stevie Chalmers, calciatore scozzese (n. 1936)
- 29 aprile - Sergio Giovannone, calciatore e allenatore di calcio italiano (n. 1956)
- 29 aprile - Gino Marchetti, giocatore di football americano statunitense (n. 1926)
- 29 aprile - John Llewellyn Moxey, regista britannico (n. 1925)
- 29 aprile - Les Murray, poeta e scrittore australiano (n. 1938)
- 29 aprile - Rodrigues Neto, allenatore di calcio e calciatore brasiliano (n. 1949)
- 29 aprile - Josef Šural, calciatore ceco (n. 1990)
- 29 aprile - Ellen Tauscher, politica statunitense (n. 1951)
- 29 aprile - Albert-Marie de Monléon, vescovo cattolico francese (n. 1937)
- 30 aprile - Anémone, attrice francese (n. 1950)
- 30 aprile - Eros Bellinelli, giornalista, autore televisivo e conduttore televisivo svizzero (n. 1920)
- 30 aprile - Beth Carvalho, cantante, politica e compositrice brasiliana (n. 1946)
- 30 aprile - Zaurbek Chromaev, allenatore di pallacanestro ucraino (n. 1947)
- 30 aprile - Luciano Comaschi, calciatore e allenatore di calcio italiano (n. 1931)
- 30 aprile - Peter Mayhew, attore britannico (n. 1944)
- 30 aprile - Emilio Sanna, scrittore e giornalista italiano (n. 1928)